# Кыштовский сельсовет
Кыштовский сельсове́т — сельское поселение в Кыштовском районе Новосибирской области.
Административный центр — село Кыштовка.

## География
Территория поселения общей площадью 75,53 км² расположена на расстоянии 600 километров от Новосибирска, в 160 километрах от ближайшей железнодорожной станции Чаны. Протяжённость поселения с севера на юг составляет 6 километров, с запада на восток — 10 километров.

## История
Кыштовское сельское поселение (сельсовет) образовано 25 мая 1925 года.

## Население
| 2002  | 2007  | 2010  | 2012  | 2013  | 2014  | 2015  |
| ----- | ----- | ----- | ----- | ----- | ----- | ----- |
| 5988  | ↗6029 | ↘5427 | ↘5302 | ↘5180 | ↘5048 | ↘4960 |
| 2016  | 2017  | 2018  | 2019  | 2020  | 2021  |       |
| ↘4855 | ↘4798 | ↘4760 | ↗4770 | ↗4868 | ↗5070 |       |

Этнический состав населения: русские, татары, эстонцы, белорусы.

## Состав сельского поселения
| № | Населённый пункт | Тип населённого пункта       | Население |
| - | ---------------- | ---------------------------- | --------- |
| 1 | Агачаулово       | деревня                      | ↘59       |
| 2 | Вятка            | деревня                      | ↘86       |
| 3 | Кыштовка         | село, административный центр | ↘4974     |

## Местное самоуправление
Председатель Совета поселения — Дроздецкий Александр Александрович.